# 보니 에런스
보니 에런스(Bonnie Aarons, 1960년 9월 9일 ~ )는 미국의 배우이다. 《멀홀랜드 드라이브》(2001), 《프린세스 다이어리》(2001), 《프린세스 다이어리 2》(2004), 《컨저링 2》(2016), 《더 넌》(2018), 《더 넌 2》(2023) 등으로 알려져 있다.

## 경력
뉴욕에 있는 연기 학교에 다녔으며, 유럽에서 단편 영화와 광고 일을 했다. 1994년 첫 영화 《에덴으로 가는 비상구》에서 매춘부 역으로 나왔다.
《멀홀랜드 드라이브》(2001), 《드래그 미 투 헬》(2009), 《나는 누가 날 죽였는지 알고 있다》(2007), 《컨저링 2》(2016) 등 여러 공포 영화에 출연했다.
2022년, 에런스가 공포 영화 《Camp Pleasant Lake》에서 주연을 맡는다고 발표되었다. 마이클 퍼레이와 조너선 리프니키가 함께 출연한다.

## 출연 작품

### 영화
- 에덴으로 가는 비상구 (1994, Exit to Eden)
- Caged Heat 3000 (1995)
- 멀홀랜드 드라이브 (2001)
- 프린세스 다이어리 (2001)
  - 프린세스 다이어리 2 (2004)
- 내겐 너무 가벼운 그녀 (2001)
- 리스트커터스 - 러브 스토리 (2006)
- 나는 누가 날 죽였는지 알고 있다 (2007, I Know Who Killed Me)
- 헬 라이드 (2008)
- 드래그 미 투 헬 (2009)
- 발렌타인 데이 (2010)
- 파이터 (2010)
- 실버라이닝 플레이북 (2012)
- 엑시덴탈 러브 (2015)
- 컨저링 2 (2016)
  - 애나벨: 인형의 주인 (2017)
  - 더 넌 (2018)
  - 더 넌 2 (2023)
- 제이콥의 아내 (2021)
- Camp Pleasant Lake (2024)